# Județ de Brăila
Brăila est un județ de Roumanie de la région Munténie.
Le chef-lieu est Brăila.

## Liste des municipalités, villes et communes

### Municipalité
(population en 2007)
- Brăila (215 316)

### Villes
(population en 2007)
- Făurei (4 114)
- Ianca (11 227)
- Însurăței (7 265)

### Communes rurales
- Bărăganul
- Berteștii de Jos
- Bordei Verde
- Cazasu
- Chiscani
- Ciocile
- Cireșu
- Dudești
- Frecăței
- Galbenu
- Gemenele
- Grădiștea
- Gropeni
- Jirlău
- Mărașu
- Măxineni
- Mircea Vodă
- Movila Miresii
- Racovița
- Râmnicelu
- Romanu
- Roșiori
- Salcia Tudor
- Scorțaru Nou
- Siliștea
- Stăncuța
- Surdila-Găiseanca
- Surdila-Greci
- Șuțești
- Tichilești
- Traian
- Tudor Vladimirescu
- Tufești
- Ulmu
- Unirea
- Vădeni
- Victoria
- Vișani
- Viziru
- Zăvoaia

## Histoire
Le județ de Brăila figure dès le XVe siècle sur les anciennes cartes de la Valachie (une des deux Principautés danubiennes). Il est une subdivision administrative de la Valachie de 1330 à 1538, puis une raïa (gouvernement militaire) de l'Empire ottoman de 1538 à 1829, puis à nouveau un județ valaque de 1829 à 1859, puis un județ de la Principauté de Roumanie de 1859 à 1881, du Royaume de Roumanie de 1881 à 1948, puis, cette fois dans ses limites actuelles (très proches des précédentes) de la République socialiste de Roumanie de 1968 à 1989, puis de la Roumanie depuis 1990. Comme toute la Roumanie, le territoire du județ a subi les régimes dictatoriaux carliste, fasciste et communiste de février 1938 à décembre 1989, mais connaît à nouveau la démocratie depuis 1990. Initialement il était gouverné par un jude (à la fois préfet et juge suprême) nommé par les hospodars de Valachie, puis par un prefect choisi par le premier ministre et nommé par le roi jusqu'en 1947, puis par le secrétaire général județean (départemental) de la section locale du Parti communiste roumain, choisi par le Comité central, et enfin, depuis 1990, à nouveau par un prefect assisté d'un président du conseil județean (départemental) élu par les conseillers, eux-mêmes élus par les électeurs.

## Politique
| Parti | Parti                           | Sièges |
| ----- | ------------------------------- | ------ |
|       | Parti social-démocrate (PSD)    | 17     |
|       | Parti national libéral (PNL)    | 10     |
|       | Parti Mouvement populaire (PMP) | 3      |

## Démographie
| 1900    | 1913    | 1930    | 1948    | 1956    |
| ------- | ------- | ------- | ------- | ------- |
| 145 300 | 181 500 | 219 900 | 271 251 | 297 276 |

| 1966    | 1977    | 1992    | 2002    | 2011 |
| ------- | ------- | ------- | ------- | ---- |
| 339 954 | 377 954 | 392 031 | 373 174 | -    |